# Raul Solnado
Raul Augusto de Almeida Solnado (* 19. Oktober 1929 in Lissabon, Portugal; † 8. August 2009 ebenda) war ein portugiesischer Komiker, der als Theater-, Film- und Fernseh-Schauspieler und Humorist als der bedeutendste Komiker in Portugal im 20. Jahrhundert gilt. Außerdem war er Intendant mehrerer Theater und als Drehbuchautor und Produzent tätig. Raul Solnado gilt als ein Großer des Portugiesischen Films und der Portugiesischen Kultur.

## Leben
Raul Solnado wurde als Sohn von Virginia Augusta de Almeida und von Bernardino Solnado geboren. Bereits 1947 stand er auf Theaterbühnen, aber erst seit seinem Engagement im Cabaret Maxime 1952 arbeitete er professionell als Schauspieler bei diversen Theatern. 1956 heiratete er die brasilianische Schauspielerin Joselita Alvarenga, mit der er zwei Kinder hat. Aus seiner Ehe mit einer Dänin stammt sein Sohn Mikkel Solnado, der in Dänemark mit der Gruppe Gabriel Flies als Sänger recht bekannt wurde.
1962 veröffentlichte Raul Solnado eine Schallplatte mit diversen Sketchen, die zur erfolgreichsten, jemals in Portugal verkauften Platte wurde. 1969 hatte er seine erste Comedysendung Zip-Zip, die richtungsweisend für die portugiesische Komik wurde und Generationen von Komikern nach ihm prägte.
In den 1960er und 1980er Jahren war er in diversen bedeutenden Theatern in Portugal, so dem Teatro Nacional D. Maria II in Lissabon, in bedeutenden Produktionen zu sehen. 1964 gründete er das nach dem Schauspieler João Villaret benannte Teatro Villaret, dessen Intendant er bis 1970 war. 1999 erfolgte die Gründung der Casa de Artistas, deren Chef er bis zu seinem Tode 2009 blieb.
Seine Autobiografie erschien 1991 unter dem Titel: A vida nao se perdeu.
Am 8. August 2009 starb der Komiker Solnado im Hospital de Santa Maria in Lissabon an den Folgen einer Herzerkrankung und wurde auf dem Cemitério dos Olivais beerdigt. Zahlreiche portugiesische Prominente würdigten ihn und sogar der Präsident der Republik, Prof. Dr. Aníbal Cavaco Silva und der Premierminister José Sócrates würdigten ihn in offiziellen Statements als den größten Komiker portugiesischer Kultur.

## Solnados Wirken
Raul Solnados Karriere im Theater, Radio, Kino und Fernsehen erstreckte sich über 60 Jahre hinweg. Er spielte in vielen Filmen, drehte Fernsehspiele, war im Radio aktiv und hatte auch eigene Sendungen. In Sendungen wie Zip-Zip, A vista de Cornelia oder Oresta de Sao Cantigas entfaltete er sein ganzes Können. Sein wohl bedeutendster Spielfilm als Schauspieler war Ballade vom Hundestrand (Balada da Praia dos Cães) nach dem Roman von José Cardoso Pires. Im Theater gehörten Stücke von Agustina Bessa-Luís und anderen portugiesischen Dramatikern zu seinem Repertoire.
Als Komiker nahm er vor allem das portugiesische Alltagsleben aufs Korn.
Solnado wurde mit den höchsten in Portugal zu vergebenden Preisen ausgezeichnet. So erhielt er 1982 den Orden des Infanten Dom Henrique im Offiziersrang und 2004 dessen Großkreuz.

## Filmografie (Auswahl)
- 1956: Ar, Água e Luz (Kurzfilm)
- 1962: O Millionário
- 1975: As Aventuras de Um Detetive Português
- 1987: Ballade vom Hundestrand
- 1987: O Bobo
- 1992: Aqui d El Rei
- 1998: Lissabonner Requiem
- 1998: Senhor Jerónimo
- 2007: Call Girl
- 2009: América (posthum)

## Diskografie

### Studioalben
| Jahr | Titel                                       | Höchstplatzierung, Gesamtwochen, AuszeichnungChartsChartplatzierungen (Jahr, Titel, Platzierungen, Wochen, Auszeichnungen, Anmerkungen) | Anmerkungen |
| Jahr | Titel                                       | PT | Anmerkungen |
| ---- | ------------------------------------------- | --- | ----------- |
| 2008 | O irresistível                              | PT22 (4 Wo.)PT |             |
| 2008 | Façam o favor de ser felizes!               | PT1 (8 Wo.)PT |             |
| 2010 | Tá laáa...? O melhor de Raul Solnado vol. 2 | PT24 (2 Wo.)PT |             |

## Auszeichnungen (Auswahl)
- Premio de Impresso 1962, als bester Schauspieler Portugals
- Premio de Impresso 1964, als bester Schauspieler Portugals
- Premio Carreira de Luis Vaz de Camoes, 2001
- Goldmedaille der Stadt Lissabon, 2004
- Großkreuz des Ordens des Infanten Dom Henrique, 2004.